# 巴布亞尖鼻魨
巴布亞尖鼻魨（學名：Canthigaster papua）為輻鰭魚綱魨形目四齒魨亞目四齒魨科的一種熱帶海水魚，其种加词“papua”意为“巴布亚的”。分布於印度西太平洋區，從馬爾地夫至新幾內亞，北起菲律賓、帛琉，南迄澳洲大堡礁、新喀里多尼亞海域，棲息深度6-50公尺，體長可達10公分，棲息在水質清澈的潟湖、珊瑚礁水域，生活習性不明。